# المستقبل (جريدة جزائرية)
المستقبل يومية جزائرية تصدر باللغة العربية.

## وصلات خارجية
- الموقع الرسمي لجريدة المستقبل.